# Ваххабізм
Ваххабі́зм, ваггабізм, вагабізм (від араб. الوهابية) — одна з назв течії в сунітському ісламі, що оформилася у XVIII столітті.
Назву «ваххабізм» уживають лише опоненти цього руху (його прибічники називають себе салафітами). Ваххабізм названий за іменем шейха Мухаммада ібн Абд аль-Ваххаба ат-Тамімі. Попередником Мухаммада ібн абд аль-Ваххаба був Ібн Таймія (1263—1328).

## Історія
Засновник вчення Мухаммад ібн Абд-аль-Ваххаб вважав, що справжній іслам практикували тільки перші три покоління пророка Мухаммеда («Аль-Саляф Ас-Саліх»), і протестував проти усіх наступних релігійних інновацій, вважаючи їх занесеною ззовні єрессю, посилаючись на слова Пророка «Воістину, той з вас, хто проживе довго побачить безліч розбіжностей. Тому вам слід дотримуватися моєї Сунни і сунни праведних халіфів, відомих прямим шляхом. Тримайтеся за це своїми „корінними зубами“, і остерігайтеся нововведень (в релігії), бо всяка єресь — це омана, а всяка омана в Вогні (Пекла)» (Уривок відомого хадису). Він проповідував суворе дотримання принципу єдинобожжя, відмову від поклоніння святим і святим місцям. У сфері догматики і права ваххабізм розвиває погляди Ібн Таймії, що є крайнім виразом принципів ханбалітів. Для ранніх ваххабітів характерний фанатизм у питаннях віри та екстремізм у боротьбі з противниками. Вчення ваххабітів у 18 сторіччі стало прапором боротьби за політичне об'єднання Аравії. 1932 року послідовники ідей Абд Аль-Ваххаба в результаті боротьби створили незалежну арабську державу — Саудівську Аравію.

## Розвиток та становлення ваххабізму
Ваххабізм (арабською — аль-вахха-бійя) є витвором Мухамеда ібн Абд аль-Ваххаба, який народився в аравійському селищі аль-Уайні 1703 або 1704 р. і вмер своєю смертю 1792 р. Син каді, судді шаріатського суду, Абд аль-Ваххаб замолоду багато подорожував, жив у Басрі, Багдаді, Есфахані, Курдистані. Він цікавився різними філософськими школами ісламу і, скидається, отримав непогану богословську освіту.
Навколо цього періоду життя Абд аль-Ваххаба клубочиться ціла низка легенд, пліток, більш або менш достовірних оповідей. Наприклад, за однією з них, явно недружньою щодо майбутнього засновника ваххабізму, зовсім ще юний Ваххаб зустрів у Басрі британського шпигуна, на ім'я Хемфрі, який, одразу відчувши в юнакові амбітність, неабиякі здібності й жагу до лідерства, запропонував йому заснувати нову таріка — релігійну течію. І начебто саме Хемфрі спонукав Ваххаба відвідувати лекції знавців богослов’я та історико-релігійного передання (так званих улемів). Та хоч би як там було, варто звернути увагу на те, що Абд аль-Ваххаб брав уроки в улемів-ханбалітів. Ханбала (аль-ханабіла) — це один з чотирьох канонізованих мазхабів (тобто богословсько-правових шкіл) суннізму, що вирізняється запереченням будь-яких нововведень, простотою, скерованістю на постійне очищення ісламу.
У віровченні, яке починає формулювати Абд аль-Ваххаб, ханбалістські впливи були дуже відчутні. Ядром нового вчення стає розвиток ідеї єдинобожжя (таухід) та очищення ісламу від політеїстичних нашарувань та ідолопоклонства. Лише Аллах є єдиним джерелом усього сущого й лише йому слід вклонятися; мусульмани ж відійшли від цього визначального принципу ісламу й почали обожнювати святих, природні явища, вводити нові правила та звичаї. Треба негайно повернутися до раннього, незабрудненого ісламу, позбутися розкошів, знищити все, що нагадує про багатобожжя, проповідував Абд аль-Ваххаб. Згідно з новим вченням, мечеті мали будуватися без мінаретів і не прикрашатися орнаментами; жодне ім’я, крім імені Аллаха, не повинно згадуватися в молитвах; заборонялося палити тютюн, вживати образливі слова й голити бороди. Особливу увагу Ваххаб приділяв і це деякою мірою пояснює подальший розвиток ваххабізму — ідеї джихаду проти багатобожників і мусульман, які відступили від первісних приписів ісламу. Причому він вважав, що останні є ще більшими грішниками ніж язичники. До речі, язичники домусульманської доби в ісламі визначаються як люди джахілії, тобто ті, хто просто перебуває в невіданні. Вже для раннього ваххабізму були притаманні крайній фанатизм у питаннях віри й екстремізм у практиці боротьби зі своїми супротивниками.
Не можна сказати, що поширення раннього ваххабізму було тріумфальним і безпроблемним. Але Абд аль-Ваххаб зустрів підтримку з боку роду Аль-Саудів — емірів аравійського міста ад-Дірії. Мухамед ібн-Сауд, правитель Дірії, укладає з Ваххабом своєрідну угоду, за якою останній стає релігійним лідером, лишаючи повноту світської влади в руках правителя. Ваххабізм стає ідейним прапором у боротьбі Аль-Саудів за об’єднання Аравійського півострова під їхньою владою, а пізніше офіційною ідеологією першої держави Саудів. Це вчення лишається підґрунтям державної ідеології Саудівської Аравії донині.
Після Аравії, де позиції ваххабізму дуже зміцніли вже на початку XIX ст., це вчення поширилося на Північну і Східну Африку, Індонезію, Індію.

## Ідеологія
Прихильники ваххабізму виступають за повернення ісламу до джерел шляхом відмови від релігійних нововведень і культів, за соціальну гармонію, єдність усіх мусульман і за суворе дотримання морально-етичних принципів учення. Важливе місце ваххабіти відводять ідеї про джихад проти тих, хто відступив від принципів раннього ісламу. Ваххабізм є державною релігією в Саудівській Аравії.
Зараз слово «ваххабізм» нерідко використовують в українській мові як синонім радикалізму. Прихильників ваххабізму називають ваххабітами.